# James Poulet
James Poulet (1975) é um neurobiologista britânico.
Poulet estudou biologia na Universidade de Bristol, obtendo o diploma em 1998, com um doutorado em zoologia em 2002 na Universidade de Cambridge, orientado por Berthold Hedwig. Em 2009 foi diretor de grupo no Max-Delbrück-Centrum für Molekulare Medizin in der Helmholtz-Gemeinschaft (MDC) em Buch, Berlim.
Recebeu o Prêmio Paul Ehrlich e Ludwig Darmstaedter para Jovens Investigadores de 2013.

## Publicações selecionadas
- com Hedwig The cellular basis of corollary discharge, Science, Volume 311, 2006, p. 518–522
- com Hedwig Complex auditory behaviour emerges from simple reactive steering, Nature, Volume 430, 2004, p. 781–785
- com S. Crochet, Y. Kremer, C. C. Petersen Synaptic mechanisms underlying sparse coding of active touch, Neuron, Volume 69, 2011, p. 1160–1175
- L. Yassin, B. L. Benedetti, J. S. Jouhanneau, J. A. Wen, A. L. Barth An embedded subnetwork of highly active neurons in the neocortex, Neuron., Volume 68, 2010, p. 1043–1050
- com B. Hedwig New insights into corollary discharges mediated by identified neural pathways, Trends Neuroscience, Volume 30, 2007, p. 14–21
- A. J. Borgdorff, C. C. Petersen Facilitating sensory responses in developing mouse somatosensory barrel cortex, J. Neurophysiol., Volume 97, 2007, p. 2992–3003